# أوزارك (ألاباما)
أوزارك (بالإنجليزية: Ozark)‏ هي مدينة أمريكية تقع في ولاية ألاباما.تبلغ مساحة هذه المدينة 89.3 (كم²)،ويبلغ عدد سكانها 15119 نسمة حسب إحصاء سنة 2010 م.تشير الإحصاءات بأن الكثافة السكانية في هذه المدينة تقدر بـ(169.3) نسمة/كم2.

## التركيبة السكانية
حدّد مكتب تعداد الولايات المتحدة بيانات التركيبة السكانية لأوزارك في تعداد الولايات المتحدة. في ما يلي، التركيبة السكانية حسب تعدادي 2000 و2010.

### تعداد عام 2000
بلغ عدد سكان أوزارك 15,119 نسمة بحسب تعداد عام 2000، وبلغ عدد الأسر 6,126 أسرة وعدد العائلات 4,232 عائلة مقيمة في المدينة. في حين سجلت الكثافة السكانية 170 نسمة لكل كيلومتر مربع (440.3/ميل2). وبلغ عدد الوحدات السكنية 6,955 وحدة بمتوسط كثافة قدره 78.2 لكل كيلومتر مربع (202.5/ميل2).
وتوزع التركيب العرقي للمدينة بنسبة 68.28% من البيض و28.30% من الأمريكيين الأفارقة و0.67% من الأمريكيين الأصليين و0.70% من الأمريكيين ذوي الأصول الآسيوية و0.05% من سكان جزر المحيط الهادئ و0.46% من الأعراق الأخرى و1.53% من عرقين مختلطين أو أكثر و2.08% من الهسبانيون أو اللاتينيون من أي عرق.
بلغ عدد الأسر 6,126 أسرة كانت نسبة 34.9% منها لديها أطفال تحت سن الثامنة عشر تعيش معهم، وبلغت نسبة الأزواج القاطنين مع بعضهم البعض 48.8% من أصل المجموع الكلي للأسر، ونسبة 16.9% من الأسر كان لديها معيلات من الإناث دون وجود شريك، بينما كانت نسبة 3.3% من الأسر لديها معيلون من الذكور دون وجود شريكة وكانت نسبة 30.9% من غير العائلات. تألفت نسبة 27.7% من أصل جميع الأسر من عدة أفراد يعيشون في نفس المنزل ونسبة 10.6% كانت تتألف من شخص يعيش بمفرده يبلغ من العمر 65 عاماً أو أكثر. وبلغ متوسط حجم الأسرة المعيشية 2.40، أما متوسط حجم العائلات فبلغ 2.92.
بلغ العمر الوسطي للسكان 38.7 عاماً. وكانت نسبة 24.9% من القاطنين تحت سن الثامنة عشر، وكانت نسبة 8.4% بين الثامنة عشر والرابعة والعشرين عاماً، ونسبة 25.8% كانت واقعةً في الفئة العمرية ما بين الخامسة والعشرين والرابعة والأربعين عاماً، ونسبة 24.4% كانت ما بين الخامسة والأربعين والرابعة والستين، ونسبة 13.6% كانت ضمن فئة الخامسة والستين عاماً فما فوق. يوجد لكل 100 أنثى 89.5 ذكر، ويوجد لكل 100 أنثى في الثامنة عشر من عمرها فما فوق 85.5 ذكر.
بلغ متوسط دخل الأسرة في المدينة 29,330 دولارًا، أما متوسط دخل العائلة فبلغ 38,633 دولارًا. وكان متوسط دخل الذكور 30,236 دولارًا مقابل 19,564 دولارًا للإناث. وسجل دخل الفرد الخاص بالمدينة 15,984 دولارًا. وكانت نسبة 14.8% من العائلات ونسبة 19% من السكان تحت خط الفقر، وكان من هؤلاء نسبة 27.4% تحت سن الثامنة عشر ونسبة 18% في الخامسة والستين من العمر وما فوق.

### تعداد عام 2010
بلغ عدد سكان أوزارك 14,907 نسمة بحسب تعداد عام 2010، وبلغ عدد الأسر 6,209 أسرة وعدد العائلات 4,064 عائلة مقيمة في المدينة. في حين سجلت الكثافة السكانية 167.6 نسمة لكل كيلومتر مربع (434.1/ميل2). وبلغ عدد الوحدات السكنية 6,920 وحدة بمتوسط كثافة قدره 77.8 لكل كيلومتر مربع (201.5/ميل2).
وتوزع التركيب العرقي للمدينة بنسبة 64.79% من البيض و30.17% من الأمريكيين الأفارقة و0.65% من الأمريكيين الأصليين و0.89% من الأمريكيين ذوي الأصول الآسيوية و0.04% من سكان جزر المحيط الهادئ و0.83% من الأعراق الأخرى و2.63% من عرقين مختلطين أو أكثر و3.17% من الهسبانيون أو اللاتينيون من أي عرق.
بلغ عدد الأسر 6,209 أسرة كانت نسبة 31% منها لديها أطفال تحت سن الثامنة عشر تعيش معهم، وبلغت نسبة الأزواج القاطنين مع بعضهم البعض 43.3% من أصل المجموع الكلي للأسر، ونسبة 17.5% من الأسر كان لديها معيلات من الإناث دون وجود شريك، بينما كانت نسبة 4.6% من الأسر لديها معيلون من الذكور دون وجود شريكة وكانت نسبة 34.5% من غير العائلات. تألفت نسبة 30.5% من أصل جميع الأسر من عدة أفراد يعيشون في نفس المنزل ونسبة 12% كانت تتألف من شخص يعيش بمفرده يبلغ من العمر 65 عاماً أو أكثر. وبلغ متوسط حجم الأسرة المعيشية 2.35، أما متوسط حجم العائلات فبلغ 2.91.
بلغ العمر الوسطي للسكان 41.2 عاماً. وكانت نسبة 23.1% من القاطنين تحت سن الثامنة عشر، وكانت نسبة 8.4% بين الثامنة عشر والرابعة والعشرين عاماً، ونسبة 23.1% كانت واقعةً في الفئة العمرية ما بين الخامسة والعشرين والرابعة والأربعين عاماً، ونسبة 28.2% كانت ما بين الخامسة والأربعين والرابعة والستين، ونسبة 17.2% كانت ضمن فئة الخامسة والستين عاماً فما فوق. وتوزع التركيب الجنسي للسكان بنسبة 47.6% ذكور و52.4% إناث.

## أعلام
- لاري دونل
- جو لي دان
- ويلبر جاكسون